# Santos de la Torre
Santos Motoapohua de la Torre (Santa Catarina Cuexcomatitlán, Jalisco, 28 de abril de 1942) es uno de los artistas huicholes más reconocidos a nivel mundial. Su obra busca capturar el misterio y magnificencia de la cosmogonía del pueblo huichol y sus principales obras (murales creados con más de dos millones de cuentas de chaquira) se encuentran en lugares como París, Chicago, Zacatecas y Nayarit. El significado de su nombre huichol, Motoapohua, es “Eco de la montaña”.

## Biografía

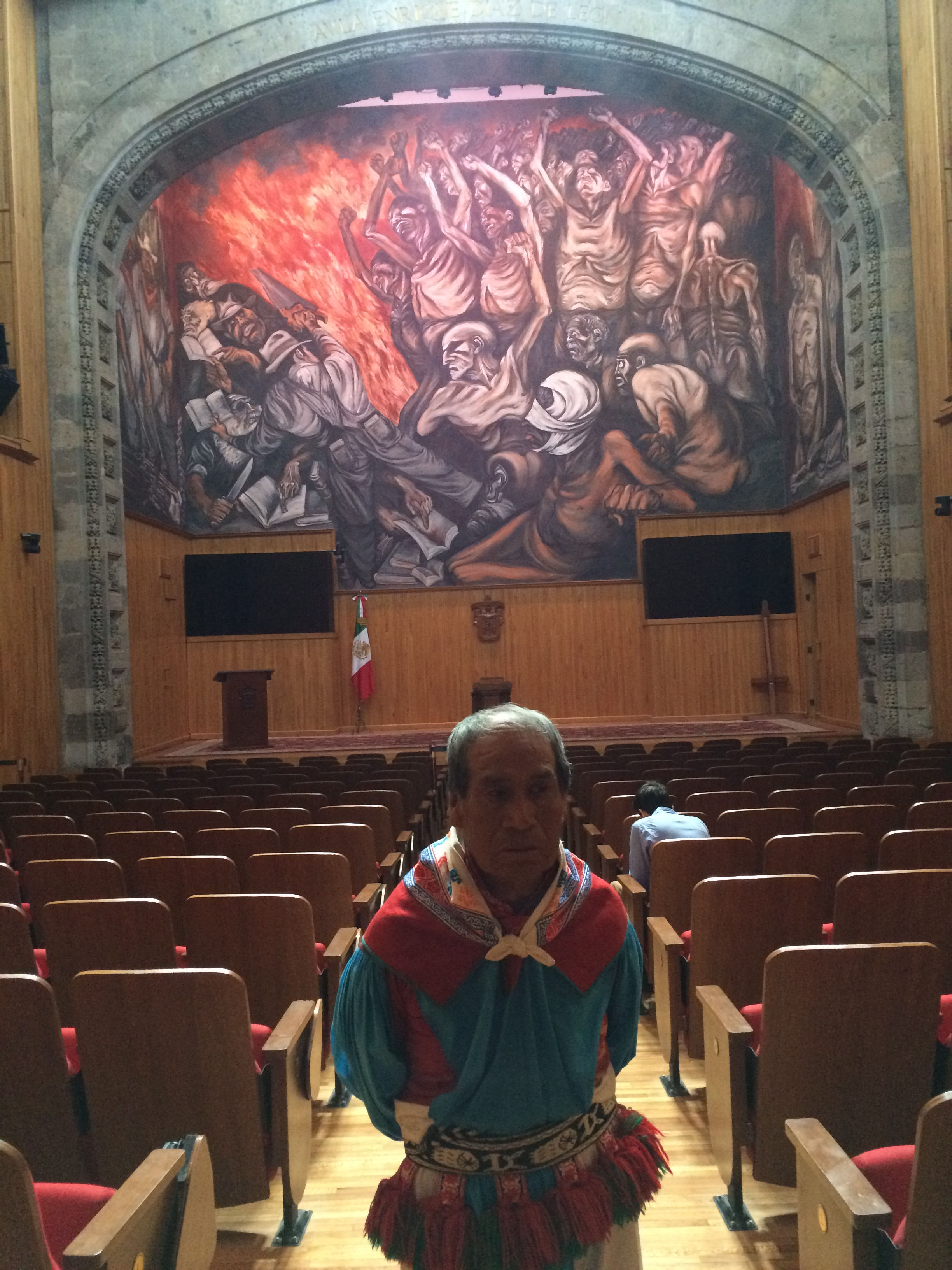
Santos de la Torre frente al mural "El pueblo y sus falsos líderes", de José Clemente Orozco.

Desde su infancia en Santa Catarina Cuexcomatitlán, Santos de la Torre vivió en condiciones de extrema pobreza. Sin embargo, de acuerdo a conversaciones que ha tenido con el escritor Fernando Alarriba, tan pronto tuvo su primera experiencia con Hikuri (peyote) quedó prendado a una realidad mística que fue entendiendo gradualmente con ayuda su padre, un Mara´akame que lo guio en la interpretación de su visiones y sueños.
Su carrera artística inició a los 23 años de edad, justo en el momento de ebullición del arte huichol contemporáneo, representado a nivel mundial por artistas como José Benítez Sánchez o Tutukila Carrillo Sandoval. Su hermano Jesús de la Torre de Santiago lo invitó a viajar a la Ciudad de México para vender piezas de artesanías y aprender las técnicas básicas de elaboración de arte huichol. Fue en la capital del país en donde el joven Santos aprendió a hablar español y en donde dio sus primeros pasos en la creación de obras basadas en diseños personales.
En 1968 conoció al científico, psiconauta y escritor John C. Lilly y a su esposa Colette Lilly quienes cautivados por los colores, las figuras y el contenido etnográfico de su trabajo compraron sus primeras obras y le pidieron más información sobre la enigmática cultura huichola. Santos accedió a llevarlos a la comunidad de Santa Catarina en donde el matrimonio realizó una importante labor documental para la difusión y su protección de la cultura huichola a nivel internacional en plena explosión de la cultura de la psicodelia.  

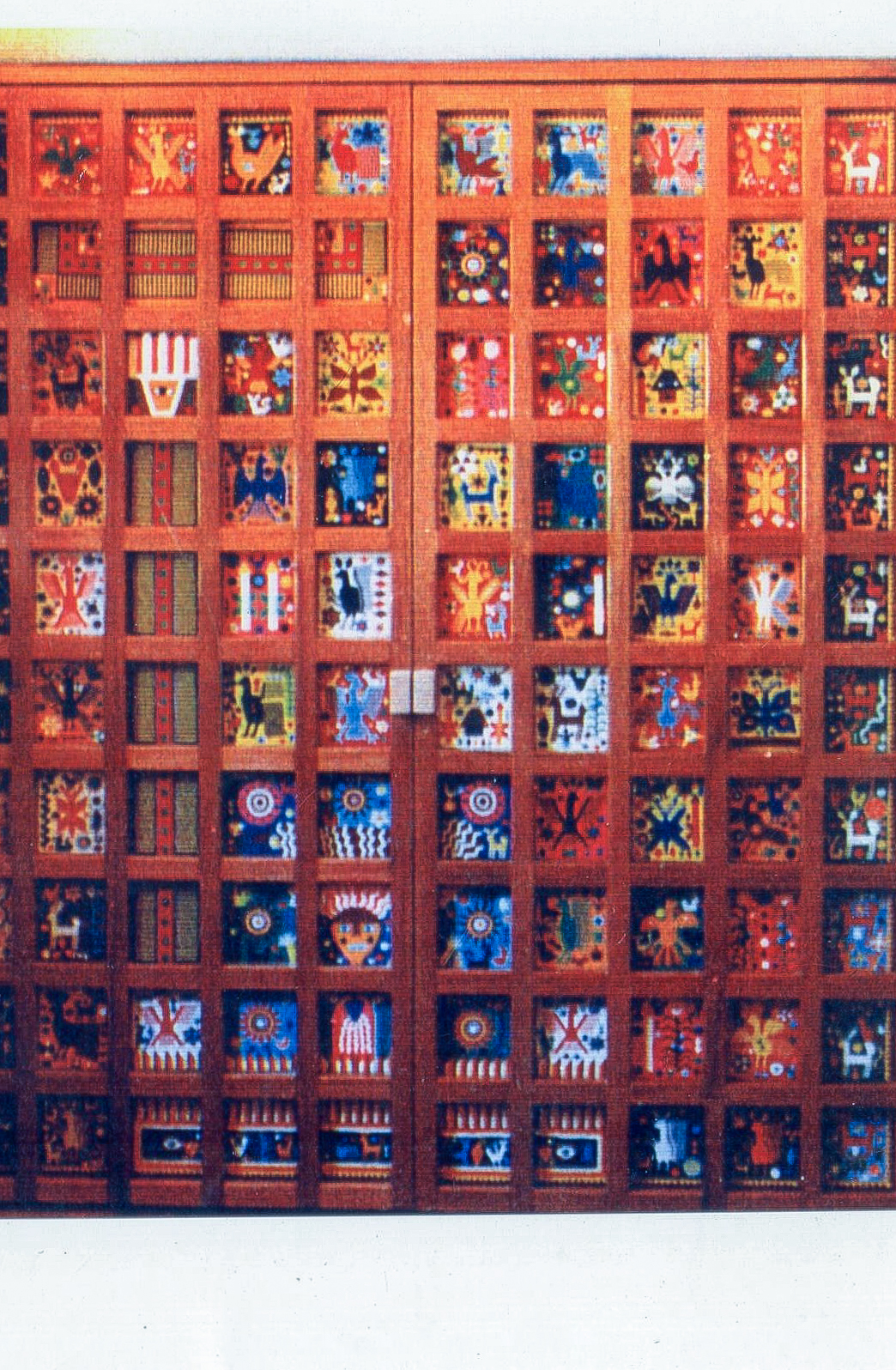
"Sonido de música". Esta obra es la base de los murales monumentales del maestro Santos de la Torre.

Con el apoyo de los Lilly el artista conoció al arquitecto Eduardo Terrazas, quien lo invitó a formar parte del equipo de artesanos huicholes que participaron en la elaboración del logotipo de identidad de los Juegos Olímpicos de México 1968. Su colaboración continúo por varios años y le permitió incursionar en el arte contemporáneo en proyectos como Tablas, serie expuesta en el Palacio de Bellas Artes en 1972 en la que Terrazas realizó una exploración visual a partir de estructuras geométricas inspiradas en el arte huichol. A finales de los 70 realiza una serie de cuadros de estambre con el símbolo de la SAHOP por encargo del arquitecto Pedro Ramírez Vázquez.
La vida de Santos de la Torre en Ciudad de México le permitió observar el enorme valor que el arte de su pueblo tenía a nivel nacional e internacional, pero entró en una profunda etapa de incertidumbre y desencanto derivada de la explotación hacia los artistas y artesanos huicholes que lo llevó a recluirse en el corazón de la Sierra de Jalisco y dejar de crear por casi diez años.
Además de dedicarse a las labores del campo, Santos comienza a buscar nuevas formas de expresión que además de resultar innovadoras, reproduzcan una experiencia profunda ante las visiones de los mitos, dioses, ancestros y principios creadores de la cosmogonía huichola.
De esta forma él y su familia crean el cuadro Sonido de músico, integrado por 100 piezas de 15 x 15 cm que se convertiría en el punto de partida de los murales que acabaron por consagrarlo ante la crítica nacional e internacional. En 1993 obtuvo uno de los apoyos del Programa de Fomento a Proyectos y Coinversiones Culturales del Fondo Nacional para la Cultura y las Artes con el proyecto Misterio y viaje de los tres espíritus sagrados.
A este trabajo le siguieron Pensamiento y alma huichol (1997), ubicado en la Estación de Palais-Real Musée du Louvre; Visión de un mundo místico (2001) que se encuentra en el Museo Zacatecano;  El nuevo amanecer (2003) perteneciente a la colección “Folk art” del National Museum of Mexican Art Archivado el 25 de septiembre de 2019 en Wayback Machine., de la ciudad Chicago, Estados Unidos;  Eco de la montaña (Echo of the Mountain) (2014), pieza central del documental de Nicolás Echavarría y Diosa madre del caballo, Xotori K`kyari  (2016), adquirida por el exclusivo Hotel Playa Tierra Tropical, ubicado en San Francisco, Rivera Nayarit.
En 2016 exhibió sus obras en Mazatlán, Sinaloa como parte de "El Venado y el cuervo: un encuentro multicultural en Mazatlán" que buscó establecer un diálogo entre el pueblo huichol, de México y el pueblo Haida, de Canadá a través de arte. También ha expuesto sus obras en Zacatecas y Ciudad de México.
En  2017 el Congreso del Estado de Jalisco le entregó la Condecoración “José Clemente Orozco” por su destacada labor en el campo artístico de la pintura. Actualmente, el maestro Santos de la Torre continúa creando obras en pequeño, mediano y gran formato, además mantiene junto a su familia un taller de artesanías autosostenible.

## Explicación de su obra

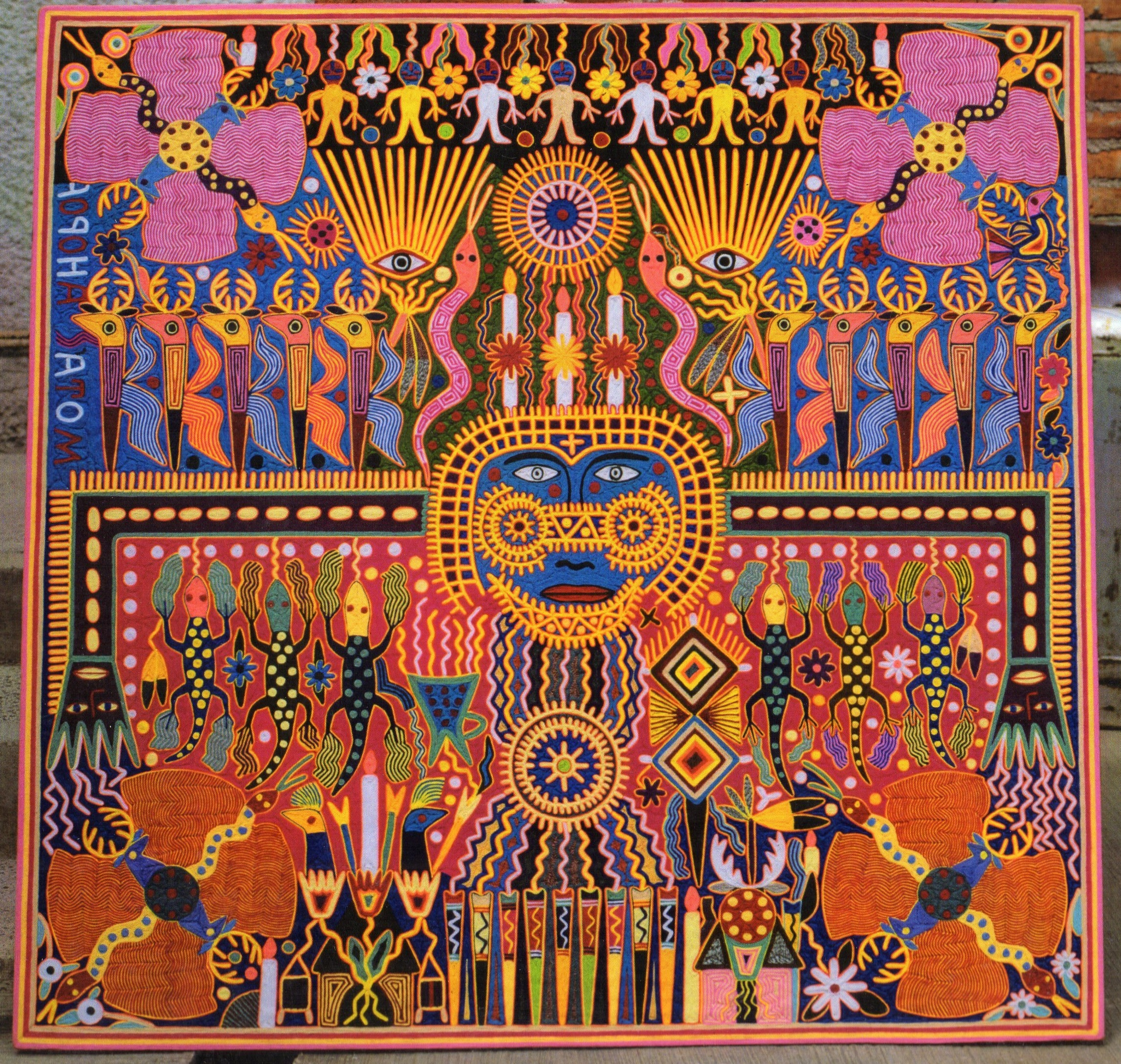
"Dios de los venados", obra de Santos de la Torre realizada en técnica de estambre sobre triplay y cera de Campeche.

Santos de la Torre fue objeto de artículos y entrevistas en 2014 (propósito del Premio de la Prensa que recibió la cinta Eco de la montaña en la 29ª edición del Festival Internacional de Cine en Guadalajara) en los que explicó que sus murales deben verse de abajo para arriba, como crecen los árboles, y que hacer uno le toma alrededor de 8 meses. Usa chaquira checa de vidrio, madera de pino como base y como pegamento Cera de campeche. Sin embargo, más allá de su dominio técnico en la elaboración de arte y artesanía con estos y otros materiales, el artista considera que su trabajo ha logrado destacar gracias a una incansable búsqueda por expresar sus experiencias y conocimientos sobre la cultura huichola.

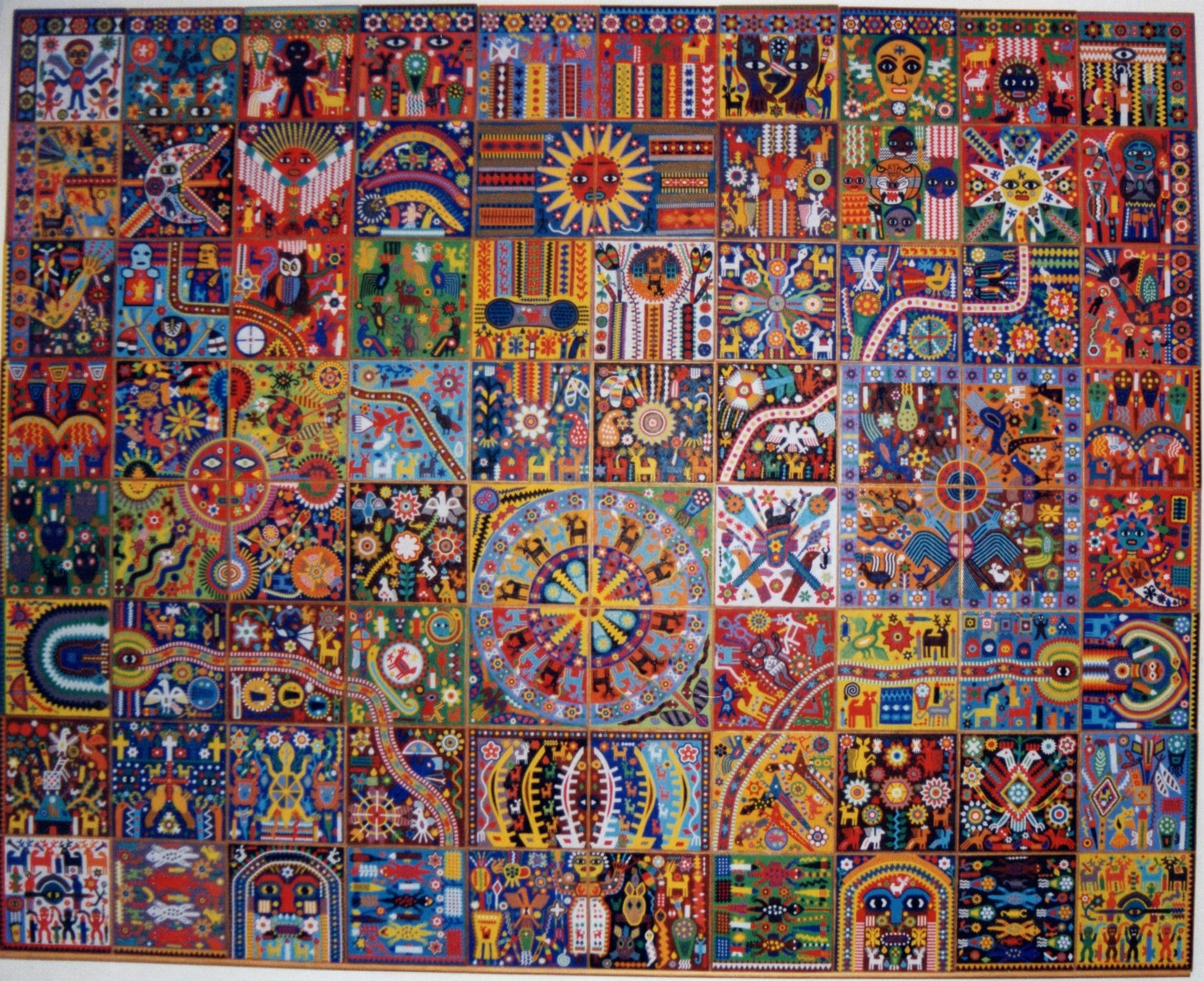
Mural "Misión de un mundo místico".

En este sentido, De la Torre ha realizado peregrinaciones a todos los territorios sagrados del pueblo Wixárika, basa sus obras tanto en visiones personales como en explicaciones sobre los rituales y cantos de Mara´akames; desde temprana edad ha cultivado la meditación, la interpretación de sus sueños y el acercamiento a la memoria ancestral del pueblo huichol a través del peyote. En sus entrevistas con Fernando Alarriba, el artista ha señalado que la misión del arte huichol consiste en ofrecer un acercamiento con las potencias primigenias y sagradas de la vida que se manifiestan y que han quedado plasmadas desde tiempos inmemoriales en los rituales, cantos chamánicos, ceremonias y expresiones artísticas de su pueblo.
Otro tema poco tratado en la obra de Santos de la Torre ha sido el papel que su familia tiene en la creación de cada obra. Su esposa Graciela (RIP) le ayudaba tanto en el trazo de dibujos, como en el tejido y colocación de chaquiras. Sus hijos y nietos también participan activamente en la creación de sus obras, todas elaboradas a partir de dibujos y conceptos originales del maestro Santos y diseñadas siempre a partir de su guía.

## Mural en la Estación Palais-Real Musée du Louvre
El mural llamado Pensamiento y alma huichol fue realizado en 1997 para la estación Palais Real - Musée du Louvre como parte de una sociedad entre la RATP y el Metro de la Ciudad de México. Se trata de su obra más reconocida y comentada, representa a las principales deidades huicholas, antepasados, mitos, flora y fauna en un tríptico horizontal del mundo subterráneo, la tierra y el cielo. El trabajo está compuesto de 80 tableros, midiendo 30 x 30 cm y elaborado con dos millones de cuentas de dos milímetros. Está localizado en la Estación de Palais-Real Musée du Louvre y hacia el Carrousel du Louvre.
Sobre este trabajo, el investigador Miguel Gleason comenta en su libro México insólito en Europa: “Es quizá la obra más impresionante y laboriosa en Europa, conformada por más de dos millones de chaquiras y que muestra la cosmogonía de ese pueblo (huichol)”.
Pese al reconocimiento internacional por esta obra, Santos de la Torre no recibió el pago acordado por el Gobierno de México durante la gestión del Presidente Ernesto Zedillo, además no fue invitado a la inauguración del mural y éste fue mal instalado, posteriormente se corrigió el error.
El cineasta Nicolás Echavarría retomó este incidente al inicio de Eco de la montaña, una película centrada en la elaboración de un nuevo mural y que funciona como un viaje para que el espectador se adentre en los rituales, creencias, símbolos y visiones del pueblo huichol. Gracias a este filme, Santos de la Torre volvió a colocarse en el centro de atención del arte mexicano y le permitió conocer lugares como Emiratos Árabes Unidos y Alemania, ampliando así la lista de países que lo han recibido gracias a su trabajo y que también incluyen a Francia e India.